# Guillermo Cubillos
Guillermo Rodrigo Cubillos González  (Rengo, O'Higgins, Chile, 14 de enero de 1995) es un futbolista chileno que juega de lateral. Actualmente juega en San Marcos de Arica de la Primera B de Chile.

## Trayectoria

### O'Higgins
Formado en las divisiones inferiores del O'Higgins de Rancagua desde los nueve años, destacó en la serie sub-15 logrando un campeonato lo cual lo llevaría a entrenar en el equipo de suplentes del primer equipo de la mano del técnico Eduardo Berizzo, en aquel equipo logró la Supercopa de Chile pero solo fue parte del plantel y no tuvo participación. Debutó en el fútbol profesional en un partido contra Santiago Wanderers por la tercera fecha de Copa Chile 2014-15. con el técnico Facundo Sava.El 2015 tendría más continuidad en el cuadro celeste con el técnico argentino Pablo Sánchez, entrando desde la banca en 4 partidos del torneo Clausura 2015 frente a Colo-Colo donde realizó un buen partido por el sector izquierdo pese a la derrota por 2-0, contra Unión La Calera, Universidad Católica y la Unión Española. 

### Colchagua CD
El segundo semestre del 2016 lo jugaría en Colchagua en calidad de préstamo,  tras algunas buenas actuaciones Colchagua ficharía a Cubillos para la temporada 2017 de la Segunda División Profesional de Chile en donde superaría con creces lo que se esperaba que rindiera llamando la atención de distintos clubes de la Primera B de Chile.

### Rangers de Talca
Ficharía por Rangers de Talca para la temporada de la primera b de chile en 2018 donde no tendría tantos minutos y teniendo altos y bajos finalmente se iría en la segunda rueda de la temporada 2019.

### AC Barnechea
Para la segunda mitad de 2019 Cubillos ficharía por AC Barnechea de la Primera B de Chile donde sería muy regular obteniendo la titularidad con frecuencia y aportando asistencias se haría un hueco jugando un total de 94 partidos, a finales de 2023 dejaría el club.

### San Luis
Ficharía por San Luis de Quillota de la Primera B de Chile para la temporada 2024 donde tendría un rendimiento medio bajo, aun así lo renovarian para la temporada 2025.

### San Marcos
Partiría a préstamo a San Marcos para la segunda mitad del campeonato de la Primera B de Chile.

## Selección nacional
Ha sido convocado a selecciones sparring de la Selección de fútbol de Chile y a sus categorías sub-17 pero no ha participado en torneos de la categoría.

## Estadísticas
| Club                                                                         | Div.          | Temporada     | Liga  | Liga  | Liga   | Copas Nacionales(1) | Copas Nacionales(1) | Copas Nacionales(1) | Torneos | Torneos | Torneos | Total(2) | Total(2) | Total(2) |
| Club                                                                         | Div.          | Temporada     | Part. | Goles | Asist. | Part.               | Goles               | Asist.              | Part.   | Goles   | Asist.  | Part.    | Goles    | Asist.   |
| ---------------------------------------------------------------------------- | ------------- | ------------- | ----- | ----- | ------ | ------------------- | ------------------- | ------------------- | ------- | ------- | ------- | -------- | -------- | -------- |
| O'Higgins · Chile                                                            | 1.ª           | 2014-15       | 4     | 0     | 0      | 2                   | 0                   | 0                   | —       | —       | —       | 6        | 0        | 0        |
| O'Higgins · Chile                                                            | 1.ª           | 2015-16       | 4     | 0     | 0      | 1                   | 0                   | 0                   | —       | —       | —       | 5        | 0        | 0        |
| O'Higgins · Chile                                                            | Total club    | Total club    | 8     | 0     | 0      | 3                   | 0                   | 0                   | 0       | 0       | 0       | 11       | 0        | 0        |
| Colchagua CD · Chile                                                         | 3.ª           | 2016-17       | 16    | 1     | 0      | 0                   | 0                   | 0                   | —       | —       | —       | 16       | 1        | 0        |
| Colchagua CD · Chile                                                         | 3.ª           | 2017          | 17    | 0     | 0      | 0                   | 0                   | 0                   | —       | —       | —       | 17       | 0        | 0        |
| Colchagua CD · Chile                                                         | Total club    | Total club    | 33    | 1     | 0      | 0                   | 0                   | 0                   | 0       | 0       | 0       | 33       | 1        | 0        |
| Rangers · Chile                                                              | 2.ª           | 2018          | 12    | 0     | 0      | 2                   | 0                   | 0                   | —       | —       | —       | 14       | 0        | 0        |
| Rangers · Chile                                                              | 2.ª           | 2019          | 12    | 0     | 1      | 3                   | 0                   | 1                   | —       | —       | —       | 15       | 0        | 2        |
| Rangers · Chile                                                              | Total club    | Total club    | 24    | 0     | 1      | 5                   | 0                   | 1                   | 0       | 0       | 0       | 29       | 0        | 2        |
| AC Barnechea · Chile                                                         | 2.ª           | 2020          | 19    | 0     | 0      | 0                   | 0                   | 0                   | —       | —       | —       | 19       | 0        | 0        |
| AC Barnechea · Chile                                                         | 2.ª           | 2021          | 24    | 0     | 1      | 2                   | 0                   | 0                   | —       | —       | —       | 26       | 0        | 1        |
| AC Barnechea · Chile                                                         | 2.ª           | 2022          | 24    | 0     | 4      | 1                   | 0                   | 0                   | —       | —       | —       | 25       | 0        | 4        |
| AC Barnechea · Chile                                                         | 2.ª           | 2023          | 22    | 0     | 3      | 2                   | 0                   | 0                   | —       | —       | —       | 24       | 0        | 3        |
| AC Barnechea · Chile                                                         | Total club    | Total club    | 89    | 0     | 8      | 5                   | 0                   | 0                   | 0       | 0       | 0       | 94       | 0        | 8        |
| San Luis · Chile                                                             | 2.ª           | 2024          | 22    | 0     | 0      | 1                   | 0                   | 0                   | —       | —       | —       | 23       | 0        | 0        |
| San Luis · Chile                                                             | Total club    | Total club    | 22    | 0     | 0      | 1                   | 0                   | 0                   | 0       | 0       | 0       | 23       | 0        | 0        |
| San Marcos · Chile                                                           | 2.ª           | 2025          | 4     | 0     | 0      | 0                   | 0                   | 0                   | —       | —       | —       | 4        | 0        | 0        |
| San Marcos · Chile                                                           | Total club    | Total club    | 4     | 0     | 0      | 0                   | 0                   | 0                   | 0       | 0       | 0       | 4        | 0        | 0        |
| Total carrera                                                                | Total carrera | Total carrera | 180   | 1     | 9      | 14                  | 0                   | 1                   | 0       | 0       | 0       | 194      | 1        | 10       |
| (1) Incluye datos de Copa Chile. (2) No incluye goles en partidos amistosos. |               |               |       |       |        |                     |                     |                     |         |         |         |          |          |          |

### Resumen estadístico
| Competición      | Partidos | Goles | Promedio | Asistencias | Promedio | G y A | Promedio |
| ---------------- | -------- | ----- | -------- | ----------- | -------- | ----- | -------- |
| Primera División | 8        | 0     | 0        | 0           | 0        | 0     | 0        |
| Primera B        | 139      | 0     | 0        | 9           | 0.06     | 9     | 0.06     |
| Copas nacionales | 14       | 0     | 0        | 1           | 0.07     | 1     | 0.07     |
| Segunda División | 33       | 1     | 0.03     | 0           | 0        | 1     | 0.03     |
| Total            | 194      | 1     | 0.01     | 10          | 0.05     | 11    | 0.06     |

## Palmarés

### Campeonatos nacionales
| Título             | Club      | País  | Año  |
| ------------------ | --------- | ----- | ---- |
| Supercopa de Chile | O'Higgins | Chile | 2014 |